# جوردان بروستر
جوردان بروستر (من مواليد 27 سبتمبر 1999) هي لاعبة كرة قدم أمريكية محترفة تلعب في مركز الدفاع لصالح نادي باي لكرة القدم في الدوري الوطني لكرة القدم للسيدات (NWSL).

## نشأتها
ولدت بروستر في كانتون، أوهايو، وتلقى تعليمه في مدرسة هوفر الثانوية. لعب بروستر كرة القدم في نادي الشباب مع نادي إنترناشيونالز إس سي، حيث لعب كحارس مرمى ومهاجم..